# Oronzo Canà
Oronzo Canà è un personaggio italiano, protagonista della pellicola L'allenatore nel pallone (1984) e del suo sequel L'allenatore nel pallone 2 (2008). Il personaggio è interpretato da Lino Banfi ed è ispirato all'allenatore di calcio Oronzo Pugliese.

## Apparizioni

### L'allenatore nel pallone
Oronzo Canà, sposato con Mara Lagrasta (da sposata Mara Canà) e con una figlia ventenne, Michelina, è un quarantottenne originario della Puglia, già calciatore negli anni 1960 (in una scena si dice che ricopriva il ruolo di mediano di rottura), dalla carriera promettente, che gli valse i soprannomi di Iena del Tavoliere e Vate della Daunia (in una scena si cita anche la sua città di nascita, San Severo, in provincia di Foggia).
Interrotta la carriera per un infortunio e diventato allenatore, si siede sulle panchine di diverse società di Serie B (Bari, Brescia, Cavese, Foggia, Sambenedettese, Parma, Pescara, Rimini, SPAL e L.R. Vicenza), dalle quali viene esonerato per le sue doti tattiche mediocri, come l'uso del modulo tattico 5-5-5, detto anche Bi-zona, da lui stesso inventato (modulo che prevede il movimento avanti e indietro per il campo di due file da cinque giocatori, in modo da confondere gli avversari).
Nonostante il suo carattere sanguigno e talvolta collerico, è un fervente ammiratore, sia come persona che come tecnica e stile calcistici, dell'allenatore del Milan Nils Liedholm, di cui porta sempre una fotografia con sé e che cerca di imitare in tutto e per tutto.
Da sempre desideroso di allenare nella massima serie prima del pensionamento ma ormai praticamente rassegnato a non riuscirci, ottiene improvvisamente un ingaggio da parte del commendator Borlotti, presidente della Società Sportiva Longobarda, squadra neopromossa in Serie A, nella stagione 1984-1985. Dopo una deludente campagna acquisti, in cui vende i due giocatori più promettenti della squadra, tenta senza successo di agganciare diversi campioni e infine riesce motu proprio, con l'aiuto dello scalcinato "mediatore" Andrea Bergonzoni, a scoprire una giovane promessa brasiliana, Aristoteles, consegue un disastroso ruolino in campionato, iniziato con una sconfitta di 5-1 subita con la Roma, seguita da una lunga serie di altre sconfitte che lo renderanno bersaglio delle proteste della tifoseria.
Poco tempo dopo, tuttavia, la Longobarda, che aveva totalizzato solo 3 punti in sette giornate di campionato, inizia a risalire la classifica in corrispondenza con la ripresa psicologica di Aristoteles, che inizialmente si sentiva molto a disagio con i compagni di squadra, che lo discriminavano in modo razzista, ed era stato adottato in casa di Canà (che era stato l'unico a riuscire a confortarlo), dove inizierà una relazione con la figlia. Il periodo di grazia della compagine terminerà proprio nel fatidico incontro fra Canà e il suo maestro Liedholm, che si risolverà con un pesante 7-0 per il Milan.
Squalificato per 8 giornate per insulti all'arbitro rivolti durante Juventus-Longobarda, Canà si ritrova nuovamente con la squadra nei guai (anche e soprattutto per un infortunio occorso ad Aristoteles, causato volontariamente da Speroni) e nuovamente vessato dai tifosi; tenta quindi di ricorrere ad espedienti goffi e poco ortodossi, arrivando addirittura a far svolgere un rituale scaramantico a sua suocera, ma senza successo, in quanto finisce per ritrovarsi con la squadra in zona retrocessione a 2 partite dalla fine della stagione.
Tornato in forma Aristoteles, autore della doppietta nella vittoria 1-2 a Roma contro la Lazio, Canà vede la possibilità di ottenere la salvezza e arringa dal balcone di casa i tifosi osannanti con le parole «Domenica un solo grido ci deve unire: Vincere e vinceremo!», dichiarazione che fa chiaramente il verso, sia nelle parole che nella postura, alla dichiarazione di guerra del 1940 di Benito Mussolini.
Il «perdere e perderemo» della scena successiva, pronunciato dal presidente Borlotti, porta a galla il vero motivo per cui il presidente ha scelto Canà come tecnico: gli serviva un allenatore non particolarmente bravo con il quale la squadra tornasse in cadetteria dopo un anno, in quanto la gestione finanziaria in massima serie era troppo onerosa.
Amareggiato ma costretto a far perdere la squadra per non perdere il posto, si prepara all'ultima gara lasciando in panchina Aristoteles finché, convinto dalle accorate richieste della figlia, con la squadra sotto di una rete, decide di disubbidire al presidente facendo entrare in campo il brasiliano, che segna due volte e rovescia il risultato del match con l'Atalanta, che termina 2-1 per la Longobarda, la quale, quindi, si salva.
Portato in trionfo come un eroe dai tifosi, nella confusione della festa viene avvicinato da Borlotti che gli comunica di averlo esonerato, dicendogli di essere ormai disoccupato. Per tutta risposta Canà rivela al presidente di essere un cornuto, lasciando sottintendere la tresca fra la moglie di Borlotti e il capitano della squadra Speroni ("il centravanti di sfondamento, tutto il giorno").

### L'allenatore nel pallone 2
Nel 2008, Oronzo Canà si è ritirato dal mondo del calcio da molti anni e gestisce un'azienda olearia con la moglie e la figlia che, a sorpresa, non si è sposata con Aristoteles ma con Fedele, uomo che, a dispetto del nome, la tradisce continuamente.
Diventato nonno di Oronzino, piccolo genio dell'informatica, Canà torna sugli schermi televisivi come ospite di una trasmissione sportiva in occasione della nuova promozione in Serie A della Longobarda, in cui rivela il motivo dell'esonero da parte del presidente Borlotti anni prima.
Lo scandalo suscitato dalle dichiarazioni di Canà porta il nuovo presidente, Willy Borlotti, figlio del vecchio presidente, a richiamare sulla panchina della Longobarda l'allenatore pugliese, per cercare di ritrovare un'immagine onesta.
Canà si trasferisce quindi al nord Italia per prendere le redini della squadra, esordendo con un nuovo modulo, sempre farina del suo sacco, detto "a farfalla"; in questa esperienza si accorgerà di quanto sia cambiato il mondo del calcio rispetto a quando lo aveva lasciato, trovandosi di nuovo in panchina poco dopo il periodo in cui in Italia era esploso lo scandalo di "Calciopoli".

### Spot pubblicitario
Lino Banfi ha interpretato il personaggio di Oronzo Canà anche in uno spot pubblicitario televisivo del 2021 del servizio TIMvision, di proprietà della compagnia di telecomunicazioni TIM, dedicato alla salita vincente dell’Italia agli Europei del medesimo anno. La sua frase tipica «Porca puttena», esclamata nel primo dei due film e nuovamente nello spot, ha suscitato molte polemiche da parte del Moige. Lino Banfi, riguardo alle lamentele e alle probabili censure, ha detto: «Io il porca puttena lo dico da quarant’anni, non ha mai fatto male a nessuno».

## Carriera da calciatore
Si sa poco del suo passato di calciatore, tranne che ricopriva il ruolo di mediano di rottura e probabilmente ha giocato nella Fiorentina. Andrea Bergonzoni cita tra l'altro i calciatori Giuseppe Chiappella, Arcadio Venturi e Armando Segato che sarebbero stati compagni di squadra di Canà negli anni '60, di cui lui era riserva. Chiappella e Segato, effettivamente, hanno giocato assieme con la maglia viola. Altre tesi lasciano intendere che Canà ha avuto un passato nella Roma, dato che nella scena in cui si parla di Giancarlo De Sisti, negli anni '60 "Picchio" era nella primavera dei giallorossi e Canà giocava in prima squadra.

## Dopo la longobarda
Nel Film L'allenatore nel pallone 2. All'inizio del film, ci viene detto che Caná
si é ritirato dal mondo calcistico da tanto tanto tempo.
Però durante lo svolgimento del film, piú precisamente quando si parla del fatto che Canà sia padre di caninho. Bergonzoni dice che lui era andato(dopo la sua precedente esperienza nel 1984) ad allenare in Brasile.
Quindi si può dedurre che Canà dopo la longobarda sia andato ad allenare altre squadre da salvezza in Serie A, e poi sia andato in Brasile per allenare una squadra(probalbilmente di metà classifica)della massima serie brasiliana come ad esempio il Grêmio per poi ritirarsi a vita privata.
Per il secondo capitolo, Canà dopo la salvezza inaspettata della longobarda. Abbia Comprato il Club portandolo alla gloria.

## Citazioni nella cultura moderna
- Lino Banfi nel 2009 ha scritto, a partire dal personaggio, un libro, Il chèlcio secondo Oronzo Canà.
- Di Canà è stata anche realizzata una statuetta per la serie Cinema Italia della Infinite.[7]
- Il modulo 5-5-5 è stato citato come parodia di un certo modo di confondere le idee in politica.[8][9]
- Al film ed al suo protagonista è stata dedicata, nel 2020, una pagina dal giornale britannico The Guardian, in quanto antesignano della tattica e dell'antirazzismo.[10][11]
- Nella serie Un medico in famiglia, Nonno Libero Martini cita la bi-zona durante una partita di pallavolo, e il nipote Bobò rivela di averla sentita nominare, e il nonno rivela che quello che l'ha ideata gli somiglia molto.

## Galleria d'immagini

Canà e Bergonzoni sulla spiaggia di Rio
Canà scopre Aristoteles in un campetto di Rio de Janeiro
Canà contestato dai tifosi dopo il deludente avvio di campionato
Canà canta la ninna nanna ad Aristoteles, per guarirlo dalla saudade di cui è vittima, essendo odiato da tutti i compagni di squadra
Canà portato in trionfo dai capi ultras dopo la salvezza della squadra
Ultima scena: Canà rivela con un eufemismo la tresca tra la moglie del presidente Borlotti e il centravanti Speroni.

## Riconoscimenti
Nel 2014, l'Associazione Italiana Allenatori Calcio ha consegnato a Lino Banfi il diploma di allenatore ad honorem per l'interpretazione dell'allenatore Oronzo Canà.